# Danh sách tập phim Làng Xì Trum
Đây là danh sách tập phim Làng Xì Trum - một bộ phim hoạt hình Bỉ - Mĩ được phát sóng trên NBC từ 12 tháng 9 năm 1981 cho đến 2 tháng 12 năm 1989 . Được tạo ra bởi Peyo và dựa trên truyện tranh cùng tên

## Tổng quan
| Mùa | Mùa | Số tập | Ngày phát sóng      | Ngày phát sóng       |
| Mùa | Mùa | Số tập | Đầu                 | Cuối                 |
| --- | --- | ------ | ------------------- | -------------------- |
|     | 1   | 26     | 12 tháng 9 năm 1981 | 5 tháng 12 năm 1981  |
|     | 2   | 36     | 18 tháng 9 năm 1982 | 4 tháng 12 năm 1982  |
|     | 3   | 32     | 17 tháng 9 năm 1983 | 26 tháng 11 năm 1983 |
|     | 4   | 26     | 15 tháng 9 năm 1984 | 17 tháng 11 năm 1984 |
|     | 5   | 24     | 21 tháng 9 năm 1985 | 9 tháng 11 năm 1985  |
|     | 6   | 36     | 13 tháng 9 năm 1986 | 29 tháng 11 năm 1986 |
|     | 7   | 36     | 19 tháng 9 năm 1987 | 5 tháng 12 năm 1987  |
|     | 8   | 16     | 10 tháng 9 năm 1988 | 29 tháng 10 năm 1988 |
|     | 9   | 24     | 9 tháng 9 năm 1989  | 2 tháng 12 năm 1989  |

### Mùa 1 (1981)
| STT theo seri   | STT theo mùa | Tên tập phim                                           | Kịch bản                                                         | Ngày phát sóng       | Mã sản xuất |
| --------------- | ------------ | ------------------------------------------------------ | ---------------------------------------------------------------- | -------------------- | ----------- |
| 1               | 1            | "The Astrosmurf"                                       | Len Janson (based on a concept by Peyo và Yvan Delporte)         | 12 tháng 9 năm 1981  | TBA         |
| 2a              | 2a           | "Jokey's Medicine"                                     | David Villaire                                                   | 12 tháng 9 năm 1981  | TBA         |
| 2b              | 2b           | "Vanity Fare"                                          | Gene Ayres                                                       | 12 tháng 9 năm 1981  | TBA         |
| 3               | 3            | "St. Smurf and the Dragon"                             | J. Michael Reaves                                                | 19 tháng 9 năm 1981  | TBA         |
| 4a              | 4a           | "The Magical Meanie"                                   | TBA                                                              | 19 tháng 9 năm 1981  | TBA         |
| 4b              | 4b           | "Sorcerer Smurf"                                       | J.M. Reaves                                                      | 19 tháng 9 năm 1981  | TBA         |
| 5               | 5            | "Bewitched, Bothered and Be-smurfed"                   | TBA                                                              | 26 tháng 9 năm 1981  | TBA         |
| 6a              | 6a           | "King Smurf"                                           | Chuck Menville (based on a concept by Peyo and Yvan Delporte)    | 26 tháng 9 năm 1981  | TBA         |
| 6b              | 6b           | "The Smurfs and the Howlibird"                         | J. Michael Reaves (based on a concept by Peyo and Yvan Delporte) | 26 tháng 9 năm 1981  | TBA         |
| 7               | 7            | "Soup a La Smurf"                                      | TBA                                                              | 3 tháng 10 năm 1981  | TBA         |
| 8               | 8            | "All That Glitters Isn't Smurf / Dreamy's Nightmare"   | TBA                                                              | 3 tháng 10 năm 1981  | TBA         |
| 9               | 9            | "Romeo and Smurfette"                                  | TBA                                                              | 10 tháng 10 năm 1981 | TBA         |
| 10              | 10           | "The Magic Egg / Smurphony in 'C'"                     | TBA                                                              | 10 tháng 10 năm 1981 | TBA         |
| 11              | 11           | "Sideshow Smurfs"                                      | TBA                                                              | 17 tháng 10 năm 1981 | TBA         |
| 12a             | 12a          | "Supersmurf"                                           | Len Janson                                                       | 17 tháng 10 năm 1981 | TBA         |
| 12b             | 12b          | "Paradise Smurfed"                                     | TBA                                                              | 17 tháng 10 năm 1981 | TBA         |
| 13              | 13           | "Sir Hefty"                                            | TBA                                                              | 24 tháng 10 năm 1981 | TBA         |
| 14a             | 14a          | "The Baby Smurf"                                       | Gene Ayres (based on a concept by Peyo and Yvan Delporte)        | 24 tháng 10 năm 1981 | TBA         |
| 14b             | 14b          | "The Fake Smurf"                                       | TBA                                                              | 24 tháng 10 năm 1981 | TBA         |
| 15              | 15           | "Painter and Poet"                                     | TBA                                                              | 31 tháng 10 năm 1981 | TBA         |
| 16              | 16           | "Haunted Smurf / The Purple Smurfs"                    | TBA                                                              | 31 tháng 10 năm 1981 | TBA         |
| 17              | 17           | "The Fountain of Smurf"                                | TBA                                                              | 7 tháng 11 năm 1981  | TBA         |
| 18              | 18           | "The Magnifying Mixture / Foul Weather Smurf"          | TBA                                                              | 7 tháng 11 năm 1981  | TBA         |
| 19              | 19           | "The Hundredth Smurf"                                  | TBA                                                              | 14 tháng 11 năm 1981 | TBA         |
| 20              | 20           | "The Abominable Snowbeast / Gargamel, the Generous"    | TBA                                                              | 14 tháng 11 năm 1981 | TBA         |
| 21              | 21           | "The Smurfette"                                        | Duane Poole, Tom Swale, Len Janson, and Chuck Menville           | 21 tháng 11 năm 1981 | TBA         |
| 22              | 22           | "Now You Smurf 'Em, Now You Don't / Spelunking Smurfs" | TBA                                                              | 21 tháng 11 năm 1981 | TBA         |
| 23a             | 23a          | "The Smurf's Apprentice"                               | Len Janson                                                       | 28 tháng 11 năm 1981 | TBA         |
| 23b             | 23b          | "Smurf-Colored Glasses"                                | TBA                                                              | 28 tháng 11 năm 1981 | TBA         |
| 24              | 24           | "The Clockwork Smurf"                                  | TBA                                                              | 28 tháng 11 năm 1981 | TBA         |
| 25              | 25           | "Fuzzle Trouble / Smurfette's Dancing Shoes"           | TBA                                                              | 5 tháng 12 năm 1981  | TBA         |
| Fuzzle Trouble: |              |                                                        |                                                                  |                      |             |
| 26              | 26           | "The Smurfs and the Money Tree"                        | TBA                                                              | 5 tháng 12 năm 1981  | TBA         |

### Mùa 2 (1982)
| STT theo Sêri | STT theo mùa | Tên tập phim                                                 | Ngày phát sóng       | Prod. code |
| ------------- | ------------ | ------------------------------------------------------------ | -------------------- | ---------- |
| 27            | 1            | "The Smurf Who Couldn't Say No"                              | 18 tháng 9 năm 1982  | TBA        |
| 28            | 2            | "The Adventures of Robin Smurf"                              | 18 tháng 9 năm 1982  | TBA        |
| 29            | 3            | "The Cursed Country"                                         | 18 tháng 9 năm 1982  | TBA        |
| 30            | 4            | "Sister Smurf / S-Shivering S-Smurfs"                        | 25 tháng 9 năm 1982  | TBA        |
| 31            | 5            | "The Black Hellebore"                                        | 25 tháng 9 năm 1982  | TBA        |
| 32            | 6            | "Revenge of the Smurfs"                                      | 25 tháng 9 năm 1982  | TBA        |
| 33            | 7            | "The Three Smurfketeers"                                     | 2 tháng 10 năm 1982  | TBA        |
| 34            | 8            | "Heavenly Smurfs / It Came from Outer Smurf"                 | 2 tháng 10 năm 1982  | TBA        |
| 35            | 9            | "The Sorcery of Maltrochu"                                   | 2 tháng 10 năm 1982  | TBA        |
| 36            | 10           | "Squeaky / The Kaplowey Scroll"                              | 9 tháng 10 năm 1982  | TBA        |
| 37            | 11           | "The Goblin of Boulder Wood"                                 | 9 tháng 10 năm 1982  | TBA        |
| 38            | 12           | "Gormandizing Greedy / Waste Not, Smurf Not"                 | 9 tháng 10 năm 1982  | TBA        |
| 39            | 13           | "Johan's Army"                                               | 16 tháng 10 năm 1982 | TBA        |
| 40            | 14           | "The Lost City of Yore"                                      | 16 tháng 10 năm 1982 | TBA        |
| 41            | 15           | "The Magic Fountain"                                         | 16 tháng 10 năm 1982 | TBA        |
| 42            | 16           | "The Impostor King"                                          | 23 tháng 10 năm 1982 | TBA        |
| 43            | 17           | "For the Love of Gargamel / The A-maze-ing Smurfs"           | 23 tháng 10 năm 1982 | TBA        |
| 44            | 18           | "The Haunted Castle"                                         | 23 tháng 10 năm 1982 | TBA        |
| 45            | 19           | "Smurfs at Sea"                                              | 30 tháng 10 năm 1982 | TBA        |
| 46            | 20           | "One Good Smurf Deserves Another"                            | 30 tháng 10 năm 1982 | TBA        |
| 47            | 21           | "The Blue Plague / The Last Laugh"                           | 30 tháng 10 năm 1982 | TBA        |
| 48            | 22           | "The Raven Wizard"                                           | 6 tháng 11 năm 1982  | TBA        |
| 49            | 23           | "The Ring of Castellac"                                      | 6 tháng 11 năm 1982  | TBA        |
| 50            | 24           | "The Sky Is Smurfing! The Sky Is Smurfing! / Turncoat Smurf" | 6 tháng 11 năm 1982  | TBA        |
| 51            | 25           | "Return of the Clockwork Smurf"                              | 13 tháng 11 năm 1982 | TBA        |
| 52            | 26           | "The Littlest Giant"                                         | 13 tháng 11 năm 1982 | TBA        |
| 53            | 27           | "Bubble Bubble Smurfs in Trouble / Smurf Van Winkle"         | 13 tháng 11 năm 1982 | TBA        |
| 54            | 28           | "The Prince and the Peewit"                                  | 20 tháng 11 năm 1982 | TBA        |
| 55            | 29           | "The Enchanted Baby"                                         | 20 tháng 11 năm 1982 | TBA        |
| 56            | 30           | "Clumsy Smurfs the Future"                                   | 20 tháng 11 năm 1982 | TBA        |
| 57            | 31           | "Sleepwalking Smurfs / Smurf Me No Flowers"                  | 27 tháng 11 năm 1982 | TBA        |
| 58            | 32           | "The Good, the Bad and the Smurfy"                           | 27 tháng 11 năm 1982 | TBA        |
| 59            | 33           | "A Mere Truffle"                                             | 27 tháng 11 năm 1982 | TBA        |
| 60            | 34           | "The Stuff Dreams Are Smurfed of / The Box of Dirty Tricks"  | 4 tháng 12 năm 1982  | TBA        |
| 61            | 35           | "Papa's Wedding Day"                                         | 4 tháng 12 năm 1982  | TBA        |
| 62            | 36           | "All's Smurfy That Ends Smurfy"                              | 4 tháng 12 năm 1982  | TBA        |

### Mùa 3 (1983)
| STT theo seri | STT theo mùa | Tên tập phim                       | Kịch bản                                                                                | Ngày phát sóng       | Prod. code |
| --- | ------------ | ---------------------------------- | --------------------------------------------------------------------------------------- | -------------------- | ---------- |
| 63a | 1a           | "Once in a Blue Moon"              | Peyo và Yvan Delporte (story) Patsy Cameron, Tedd Anasti, and Gerard Baldwin (teleplay) | 17 tháng 9 năm 1983  | TBA        |
| 63b | 1b           | "All Creatures Great and Smurf"    | Frances Novier                                                                          | 17 tháng 9 năm 1983  | TBA        |
| 64a | 2a           | "The Smurf Fire Brigade"           | Gerard Baldwin (based on a story by Peyo and Yvan Delporte)                             | 17 tháng 9 năm 1983  | TBA        |
| 64b | 2b           | "The Winged Wizard"                | Glenn Leopold                                                                           | 17 tháng 9 năm 1983  | TBA        |
| 65 | 3            | "Every Picture Smurfs a Story"     | John Bates                                                                              | 17 tháng 9 năm 1983  | TBA        |
| 66a | 4a           | "The First Telesmurf"              | John Bradford                                                                           | 24 tháng 9 năm 1983  | TBA        |
| 66b | 4b           | "Handy's Kite"                     | Gerard Baldwin                                                                          | 24 tháng 9 năm 1983  | TBA        |
| 67 | 5            | "The Magic Earrings"               | Paul Dini and John Bonaccorsi                                                           | 24 tháng 9 năm 1983  | TBA        |
| 68 | 6            | "The Last Smurfberry"              | Gwen Robertshaw and Gerard Baldwin                                                      | 24 tháng 9 năm 1983  | TBA        |
| 69a | 7a           | "A Little Smurf Confidence"        | John Bonaccorsi                                                                         | 1 tháng 10 năm 1983  | TBA        |
| 69b | 7b           | "Hogatha's Heartthrob"             | John Bates                                                                              | 1 tháng 10 năm 1983  | TBA        |
| 70a | 8a           | "Born Rotten"                      | Frances Novier                                                                          | 1 tháng 10 năm 1983  | TBA        |
| 70b | 8b           | "The Tear of a Smurf"              | Frances Novier                                                                          | 1 tháng 10 năm 1983  | TBA        |
| 71 | 9            | "The Miracle Smurfer"              | John Bates and Patsy Cameron                                                            | 1 tháng 10 năm 1983  | TBA        |
| 72 | 10           | "The Smurf Who Would Be King"      | Chris Jenkyns                                                                           | 8 tháng 10 năm 1983  | TBA        |
| 73a | 11a          | "How to Smurf a Rainbow"           | John Bradford (story), and Gerard Baldwin (teleplay)                                    | 8 tháng 10 năm 1983  | TBA        |
| 73b | 11b          | "Smurfette for a Day"              | David Wise (story), and Tedd Anasti (teleplay)                                          | 8 tháng 10 năm 1983  | TBA        |
| 74a | 12a          | "Peewit Meets Bigmouth"            | Glenn Leopold                                                                           | 8 tháng 10 năm 1983  | TBA        |
| 74b | 12b          | "Lumbering Smurfs"                 | Lou Vipperman (story), and Jeff Segal with Alan Burnett (teleplay)                      | 8 tháng 10 năm 1983  | TBA        |
| 75 | 13           | "Handy's Sweetheart"               | John Bradford and John Bonaccorsi                                                       | 15 tháng 10 năm 1983 | TBA        |
| 76a | 4a           | "Speak for Yourself, Farmer Smurf" | Chris Jenkyns                                                                           | 15 tháng 10 năm 1983 | TBA        |
| 76b | 4b           | "A Hovel Is Not a Home"            | Glenn Leopold                                                                           | 15 tháng 10 năm 1983 | TBA        |
| 77a | 15a          | "Forget-Me-Smurfs"                 | Larry Parr                                                                              | 15 tháng 10 năm 1983 | TBA        |
| 77b | 15b          | "The Grumpy Gremlin"               | Glenn Leopold                                                                           | 15 tháng 10 năm 1983 | TBA        |
| 78a | 16a          | "Clumsy Luck"                      | Jim Arnold (story), and John Bonaccorsi (teleplay)                                      | 22 tháng 10 năm 1983 | TBA        |
| 78b | 16b          | "Willpower Smurfs"                 | Sandy Fries                                                                             | 22 tháng 10 năm 1983 | TBA        |
| 79a | 17a          | "Baby Smurf Is Missing"            | Chris Jenkyns                                                                           | 22 tháng 10 năm 1983 | TBA        |
| 79b | 17b          | "The Smurfs' Time Capsule"         | Tedd Anasti (teleplay), and Joe Hartnett with Patsy Cameron & Tedd Anasti (story)       | 22 tháng 10 năm 1983 | TBA        |
| 80a | 18a          | "Wedding Bells for Gargamel"       | Jeff Segal and Alan Burnett                                                             | 29 tháng 10 năm 1983 | TBA        |
| 80b | 18b          | "To Smurf a Thief"                 | Patsy Cameron and Tedd Anasti                                                           | 29 tháng 10 năm 1983 | TBA        |
| 81a | 19a          | "Greedy and the Porridge Pot"      | Richard H. Fogel, Jr.                                                                   | 29 tháng 10 năm 1983 | TBA        |
| A fairy gives Greedy a porridge pot.                                                                                              |              |                                    |                                                                                         |                      |            |
| 81b | 19b          | "Harmony Steals the Show"          | Patsy Cameron (teleplay), and Harriet Belkin with Norman Belkin (story)                 | 29 tháng 10 năm 1983 | TBA        |
| Harmony is trapped by a ghost after signing a contract.                                                                           |              |                                    |                                                                                         |                      |            |
| 82 | 20           | "The Golden Smurf Award"           | Patsy Cameron                                                                           | 29 tháng 10 năm 1983 | TBA        |
| Brainy comes up with an award show to decide what Smurf is most popular. Meanwhile, Hogatha captures the Smurfs to get soft skin. |              |                                    |                                                                                         |                      |            |
| 83a | 21a          | "The Moor's Baby"                  | Gerard Baldwin                                                                          | 5 tháng 11 năm 1983  | TBA        |
| 83b | 21b          | "Hefty's Heart"                    | Frances Novier                                                                          | 5 tháng 11 năm 1983  | TBA        |
| 84a | 22a          | "A Hug for Grouchy"                | LeRoy Parker (story), and Patsy Cameron (teleplay)                                      | 5 tháng 11 năm 1983  | TBA        |
| 84b | 22b          | "The Magic Rattle"                 | John Bradford (teleplay), and Peyo with Patsy Cameron & Tedd Anasti (story)             | 5 tháng 11 năm 1983  | TBA        |
| 85a | 23a          | "All Hallows' Eve"                 | Gene Ayres William Hasley (story), and Tedd Anasti with Gene Ayres (teleplay)           | 5 tháng 11 năm 1983  | TBA        |
| Gargamel using a spell to make things scary for the Smurfs on Halloween.                                                          |              |                                    |                                                                                         |                      |            |
| 85b | 23b          | "The Littlest Witch"               | William Hasley with Gene Ayres (story), and Gene Ayres with Tedd Anasti (teleplay)      | 5 tháng 11 năm 1983  | TBA        |
| 86a | 24a          | "April Smurf's Day"                | Tedd Anasti (based on a story by Ron Campbell and Tedd Anasti)                          | 12 tháng 11 năm 1983 | TBA        |
| 86b | 24b          | "The Magic Stick"                  | Jeff Segal and Alan Burnett                                                             | 12 tháng 11 năm 1983 | TBA        |
| 87a | 25a          | "Baby's First Christmas"           | Patsy Cameron and Tedd Anasti                                                           | 12 tháng 11 năm 1983 | TBA        |
| 87b | 25b          | "Beauty Is Only Smurf Deep"        | Richard H. Fogel, Jr.                                                                   | 12 tháng 11 năm 1983 | TBA        |
| 88a | 26a          | "Wolf in Peewit's Clothing"        | Glenn Leopold                                                                           | 12 tháng 11 năm 1983 | TBA        |
| 88b | 26b          | "A Bell for Azrael"                | Bill Keenan                                                                             | 12 tháng 11 năm 1983 | TBA        |
| 89a | 27a          | "The Chief Recordsmurf"            | Tedd Anasti                                                                             | 19 tháng 11 năm 1983 | TBA        |
| 89b | 27b          | "Smurfing in Sign Language"        | John Bates and Patsy Cameron                                                            | 19 tháng 11 năm 1983 | TBA        |
| 90 | 28           | "A Chip Off the Old Smurf"         | Haskell Barkin                                                                          | 19 tháng 11 năm 1983 | TBA        |
| 91 | 29           | "A Gift for Papa's Day"            | Sharon Painter and Tedd Anasti                                                          | 19 tháng 11 năm 1983 | TBA        |
| 92a | 30a          | "Good Neighbor Smurf"              | Marc Scott Zicree và Michael Reaves                                                     | 26 tháng 11 năm 1983 | TBA        |
| 92b | 30b          | "The Smurfstone Quest"             | Gordon Bressack                                                                         | 26 tháng 11 năm 1983 | TBA        |
| 93a | 31a          | "Hats Off to Smurfs"               | Frances Novier                                                                          | 26 tháng 11 năm 1983 | TBA        |
| 93b | 31b          | "The Noble Stag"                   | Richard H. Fogel, Jr.                                                                   | 26 tháng 11 năm 1983 | TBA        |
| 94a | 32a          | "Smurfy Acres"                     | Bill Keenan                                                                             | 26 tháng 11 năm 1983 | TBA        |
| 94b | 32b          | "No Time for Smurfs"               | Richard H. Fogel, Jr.                                                                   | 26 tháng 11 năm 1983 | TBA        |

### Mùa 4 (1984)
| TT. tổng thể                                                                                              | TT. trong mùa phim | Tiêu đề                                       | Biên kịch                                                                                             | Ngày phát hành gốc   | Mã sản xuất |
| --- | ------------------ | --------------------------------------------- | --- | -------------------- | ----------- |
| 95a | 1a                 | "Symbols of Wisdom"                           | Frances Novier                                                                                        | 15 tháng 9 năm 1984  | 408b        |
| 95b | 1b                 | "Blue Eyes Returns"                           | Gerard Baldwin                                                                                        | 15 tháng 9 năm 1984  | 425a        |
| 96a | 2a                 | "Secret of the Village Well"                  | Frances Novier                                                                                        | 15 tháng 9 năm 1984  | 409b        |
| 96b | 2b                 | "Stop and Smurf the Roses"                    | Patsy Cameron                                                                                         | 15 tháng 9 năm 1984  | 411b        |
| 97a | 3a                 | "The Gingerbread Smurfs"                      | Sandy Fries                                                                                           | 15 tháng 9 năm 1984  | 409a        |
| 97b | 3b                 | "Jokey's Shadow"                              | Richard H. Fogel, Jr.                                                                                 | 15 tháng 9 năm 1984  | 403a        |
| 98a | 4a                 | "Jokey's Funny Bone"                          | Patsy Cameron                                                                                         | 22 tháng 9 năm 1984  | 412a        |
| 98b | 4b                 | "Tick Tock Smurfs"                            | Larry Parr                                                                                            | 22 tháng 9 năm 1984  | 413a        |
| 99a | 5a                 | "The Master Smurf"                            | Kevin Hopps                                                                                           | 22 tháng 9 năm 1984  | 424         |
| 99b | 5b                 | "Tailor's Magic Needle"                       | Mel Gilden and Patsy Cameron                                                                          | 22 tháng 9 năm 1984  | 420a        |
| 100a | 6a                 | "The Traveler"                                | Tedd Anasti and Mark Seidenberg                                                                       | 22 tháng 9 năm 1984  | 407a        |
| 100b | 6b                 | "A Pet for Baby Smurf"                        | Frances Novier                                                                                        | 22 tháng 9 năm 1984  | 408a        |
| 101 | 7                  | "The Incredible Shrinking Wizard"             | Patsy Cameron and Tedd Anasti                                                                         | 29 tháng 9 năm 1984  | 404         |
| 102a | 8a                 | "Breakfast at Greedy's"                       | Patsy Cameron                                                                                         | 29 tháng 9 năm 1984  | 420b        |
| 102b | 8b                 | "The Secret of Shadow Swamp"                  | John Bates                                                                                            | 29 tháng 9 năm 1984  | 405a        |
| 103a | 9a                 | "Smurf the Other Cheek"                       | Peyo (story), and Frances Novier (teleplay)                                                           | 29 tháng 9 năm 1984  | 417a        |
| 103b | 9b                 | "The Trojan Smurf"                            | Peyo (story), and Mark Seidenberg (teleplay)                                                          | 29 tháng 9 năm 1984  | 417b        |
| 104a | 10a                | "A Float Full of Smurfs"                      | Ray Parker                                                                                            | 6 tháng 10 năm 1984  | 411a        |
| Gargamel and Azrael dress as rabbits hoping to be selected to pull the float for the Smurf Fall Carnival. |                    |                                               | |                      |             |
| 104b | 10b                | "Smurfette's Sweet Tooth"                     | Patsy Cameron (story), and John Semper with Cynthia Friedlob (teleplay)                               | 6 tháng 10 năm 1984  | 418b        |
| 105 | 11                 | "Smurf on Wood"                               | Richard H. Fogel, Jr.                                                                                 | 6 tháng 10 năm 1984  | 416         |
| 106a | 12a                | "The Smurfomatic Smurfolator"                 | Peyo (story), and John Bates (teleplay)                                                               | 6 tháng 10 năm 1984  | 222b        |
| 106b | 12b                | "Petrified Smurfs"                            | Mark Seidenberg                                                                                       | 6 tháng 10 năm 1984  | 421a        |
| 107a | 13a                | "Papa's Worrywarts"                           | Richard H. Fogel, Jr.                                                                                 | 13 tháng 10 năm 1984 | 422a        |
| 107b | 13b                | "Lazy's Slumber Party"                        | Patsy Cameron, John Semper, and Cynthia Friedlob                                                      | 13 tháng 10 năm 1984 | 423a        |
| 108 | 14                 | "The Pussywillow Pixies"                      | Patsy Cameron, Tedd Anasti, and Richard H. Fogel, Jr.                                                 | 13 tháng 10 năm 1984 | 401         |
| 109a | 15a                | "The Big Nose Dilemma"                        | Jeff Segal                                                                                            | 13 tháng 10 năm 1984 | 421b        |
| 109b | 15b                | "The Smurfbox Derby"                          | Gerard Baldwin (story), and Mark Seidenberg (teleplay)                                                | 13 tháng 10 năm 1984 | 423b        |
| 110 | 16                 | "A Circus for Baby"                           | John Semper and Cynthia Friedlob                                                                      | 20 tháng 10 năm 1984 | 410         |
| 111a | 17a                | "Babes in Wartland"                           | Richard H. Fogel, Jr.                                                                                 | 20 tháng 10 năm 1984 | 425b        |
| 111b | 17b                | "The Smurf-walk Cafe"                         | Gerard Baldwin (story), and Patsy Cameron (teleplay)                                                  | 20 tháng 10 năm 1984 | 426a        |
| 112a | 18a                | "The Smurfiest of Friends"                    | Patsy Cameron and Tedd Anasti                                                                         | 20 tháng 10 năm 1984 | 427b        |
| 112b | 18b                | "Never Smurf Off Til Tomorrow"                | John Bonaccorsi                                                                                       | 20 tháng 10 năm 1984 | 406         |
| 113a | 19a                | "Bigmouth Smurf"                              | Mark Seidenberg                                                                                       | 27 tháng 10 năm 1984 | 427a        |
| 113b | 19b                | "Baby's Enchanted Didey"                      | Mike Keyes (story), and Richard H. Fogel, Jr.(teleplay)                                               | 27 tháng 10 năm 1984 | 428a        |
| 114a | 20a                | "The Man in the Moon"                         | Frances Novier                                                                                        | 27 tháng 10 năm 1984 | 407b        |
| 114b | 20b                | "Smurfette's Golden Tresses"                  | Kevin Hopps and John Bates                                                                            | 27 tháng 10 năm 1984 | 415a        |
| 115a | 21a                | "The Whole Smurf and Nothing but the Smurf"   | Richard H. Fogel, Jr.                                                                                 | 27 tháng 10 năm 1984 | 403b        |
| 115b | 21b                | "Gargamel's Giant"                            | Tedd Anasti and Mark Seidenberg                                                                       | 27 tháng 10 năm 1984 | 402a        |
| 116a | 22a                | "The Patchwork Bear"                          | John Bonaccorsi                                                                                       | 10 tháng 11 năm 1984 | 418a        |
| 116b | 22b                | "Hefty and the Wheelsmurfer"                  | Sandy Fries                                                                                           | 10 tháng 11 năm 1984 | 413b        |
| 117a | 23a                | "Hopping Cough Smurfs"                        | Tedd Anasti and Mark Seidenberg (teleplay) LeRoy Parker, Felicia Freeman, and Michael Maliani (story) | 10 tháng 11 năm 1984 | 414         |
| 117b | 23b                | "The Little Orange Horse with the Gold Shoes" | Gerard Baldwin                                                                                        | 10 tháng 11 năm 1984 | 419         |
| 118a | 24a                | "Monster Smurfs"                              | Peyo (story), and Sharon Painter (teleplay)                                                           | 10 tháng 11 năm 1984 | 415b        |
| 118b | 24b                | "The Bad Place"                               | Gerard Baldwin (story), and Mark Seidenberg (teleplay)                                                | 10 tháng 11 năm 1984 | 426b        |
| 119a | 25a                | "Smurfing for Ghosts"                         | Patsy Cameron, Tedd Anasti, and Mark Seidenberg                                                       | 17 tháng 11 năm 1984 | 428b        |
| 119b | 25b                | "The Gargoyle of Quarrel Castle"              | Tedd Anasti and Mark Seidenberg                                                                       | 17 tháng 11 năm 1984 | 402b        |
| 120a | 26a                | "Smurfiplication"                             | Gordon Bressack                                                                                       | 17 tháng 11 năm 1984 | 405b        |
| 120b | 26b                | "Gargamel's Miss-Fortune"                     | Felicia Freeman and Michael Maliani                                                                   | 17 tháng 11 năm 1984 | 412b        |

### Mùa 5 (1985)
| TT. tổng thể | TT. trong mùa phim | Tiêu đề                                   | Biên kịch                                        | Ngày phát hành gốc   | Mã sản xuất |
| ------------ | ------------------ | ----------------------------------------- | ------------------------------------------------ | -------------------- | ----------- |
| 121a         | 1a                 | "Stuck on Smurfs"                         | Richard H. Fogel, Jr.                            | 21 tháng 9 năm 1985  | 508a        |
| 121b         | 1b                 | "Puppy"                                   | Frances Novier                                   | 21 tháng 9 năm 1985  | 504a        |
| 122a         | 2a                 | "Papa's Day Off"                          | Glen Egbert                                      | 21 tháng 9 năm 1985  | 513b        |
| 122b         | 2b                 | "The Smurflings"                          | Peyo, Richard H. Fogel, Jr., and Mark Seidenberg | 21 tháng 9 năm 1985  | 501a        |
| 123a         | 3a                 | "He Who Smurfs Last"                      | Gordon Bressack                                  | 21 tháng 9 năm 1985  | 503b        |
| 123b         | 3b                 | "Baby's First Word"                       | Alan Burnett                                     | 21 tháng 9 năm 1985  | 524         |
| 124a         | 4a                 | "The Masked Pie Smurfer"                  | Patsy Cameron and Tedd Anasti                    | 28 tháng 9 năm 1985  | 504b        |
| 124b         | 4b                 | "Sassette"                                | Patsy Cameron and Tedd Anasti                    | 28 tháng 9 năm 1985  | 502         |
| 125a         | 5a                 | "Papa's Puppy Prescription"               | Tom Walla                                        | 28 tháng 9 năm 1985  | 185a        |
| 125b         | 5b                 | "Poet's Writers' Block"                   | Therese Naugle                                   | 28 tháng 9 năm 1985  | 518b        |
| 126          | 6                  | "Smurf a Mile in My Shoes"                | Patsy Cameron and Tedd Anasti                    | 28 tháng 9 năm 1985  | 505         |
| 127a         | 7a                 | "Dreamy's Pen Pals"                       | Mark Seidenberg                                  | 5 tháng 10 năm 1985  | 506b        |
| 127b         | 7b                 | "Papa's Flying Bed"                       | Therese Naugle                                   | 5 tháng 10 năm 1985  | 503a        |
| 128a         | 8a                 | "Mud Wrestling Smurfs"                    | Kevin Hopps                                      | 5 tháng 10 năm 1985  | 501b        |
| 128b         | 8b                 | "The Sand Witch"                          | John Bradford                                    | 5 tháng 10 năm 1985  | 506a        |
| 129          | 9                  | "Kow-Tow, We Won't Bow"                   | John Bates, Patsy Cameron, and Tedd Anasti       | 5 tháng 10 năm 1985  | 507         |
| 130a         | 10a                | "Bigmouth's Friend"                       | Gerard Baldwin                                   | 12 tháng 10 năm 1985 | 512a        |
| 130b         | 10b                | "Wild and Wooly"                          | Burt Wetanson                                    | 12 tháng 10 năm 1985 | 509a        |
| 131          | 11                 | "The Dark-Ness Monster"                   | Patsy Cameron and Jeff Hall                      | 12 tháng 10 năm 1985 | 511         |
| 132a         | 12a                | "The Grouchiest Game in Town"             | Kevin Hopps                                      | 12 tháng 10 năm 1985 | 510a        |
| 132b         | 12b                | "Queen Smurfette"                         | John Bradford                                    | 12 tháng 10 năm 1985 | 509b        |
| 133          | 13                 | "Marco Smurf and the Pepper Pirates"      | Burt Wetanson                                    | 19 tháng 10 năm 1985 | 514         |
| 134a         | 14a                | "Educating Bigmouth"                      | Bill Matheny                                     | 19 tháng 10 năm 1985 | 508b        |
| 134b         | 14b                | "Brainy Smurf, Friend to All the Animals" | Patsy Cameron                                    | 19 tháng 10 năm 1985 | 512b        |
| 135          | 15                 | "The Comet Is Coming"                     | John Bates, Mark Seidenberg, and Tedd Anasti     | 19 tháng 10 năm 1985 | 517         |
| 136a         | 16a                | "Happy Unhappiness Day to You"            | Ray Parker                                       | 26 tháng 10 năm 1985 | 513a        |
| 136b         | 16b                | "The Great Slime Crop Failure"            | Ray Parker and Tedd Anasti                       | 26 tháng 10 năm 1985 | 510b        |
| 137          | 17                 | "Papa's Family Album"                     | Tedd Anasti                                      | 26 tháng 10 năm 1985 | 521         |
| 138a         | 18a                | "Love Those Smurfs"                       | Bill Matheny                                     | 26 tháng 10 năm 1985 | 519a        |
| 138b         | 18b                | "Mutiny on the Smurf"                     | John Bradford                                    | 26 tháng 10 năm 1985 | 515a        |
| 139a         | 19a                | "Things That Go Smurf in the Night"       | Gordon Bressack                                  | 2 tháng 11 năm 1985  | 515b        |
| 139b         | 19b                | "Alarming Smurfs"                         | Mark Seidenberg                                  | 2 tháng 11 năm 1985  | 516b        |
| 140a         | 20a                | "Smurfette's Rose"                        | Frances Novier                                   | 2 tháng 11 năm 1985  | 520a        |
| 140b         | 20b                | "The Mr.Smurf Contest"                    | Kathleen Naugle and Kevin Hopps                  | 2 tháng 11 năm 1985  | 519b        |
| 141a         | 21a                | "Unsound Smurfs"                          | Richard H. Fogel, Jr.                            | 2 tháng 11 năm 1985  | 522a        |
| 141b         | 21b                | "Have You Smurfed Your Pet, Today?"       | Burt Wetanson                                    | 2 tháng 11 năm 1985  | 522b        |
| 142a         | 22a                | "Gargamel's Time Trip"                    | Tedd Anasti                                      | 9 tháng 11 năm 1985  | 523a        |
| 142b         | 22b                | "All Work and No Smurf"                   | Chris Otsuki and Kevin Hopps                     | 9 tháng 11 năm 1985  | 523b        |
| 143          | 23                 | "They're Smurfing Our Song"               | Therese Naugle                                   | 9 tháng 11 năm 1985  | 520b        |
| 144          | 24                 | "Brainy's Smarty Party"                   | Glen R. Egbert and Patsy Cameron                 | 9 tháng 11 năm 1985  | 516a        |

### Mùa 6 (1986)
| TT. tổng thể | TT. trong mùa phim | Tiêu đề                              | Biên kịch                                                                                     | Ngày phát hành gốc   | Mã sản xuất       |
| ------------ | ------------------ | ------------------------------------ | --------------------------------------------------------------------------------------------- | -------------------- | ----------------- |
| 145–146      | 1–2                | "Smurfquest" (Act I–IV)              | Alan Burnett, Richard Fogel, Mark Seidenberg, Glenn Leopold, and Peyo                         | 13 tháng 9 năm 1986  | 601 602a 602b 603 |
| 147          | 3                  | "Gargamel's New Job"                 | John Loy and Alan Burnett                                                                     | 13 tháng 9 năm 1986  | 607               |
| 148          | 4                  | "Grouchy Makes a Splash"             | Burt Wetanson                                                                                 | 20 tháng 9 năm 1986  | 623b              |
| 149a         | 5a                 | "No Smurf Is an Island"              | John Bonaccorsi                                                                               | 20 tháng 9 năm 1986  | 632a              |
| 149b         | 5b                 | "Don Smurfo"                         | Sean Catherine Derek                                                                          | 20 tháng 9 năm 1986  | 608b              |
| 150          | 6                  | "The Prince and the Hopper"          | Alan Burnett (story), and John Loy (teleplay)                                                 | 20 tháng 9 năm 1986  | 636               |
| 151a         | 7a                 | "Smurfette's Gift"                   | Therese Naugle                                                                                | 27 tháng 9 năm 1986  | 625b              |
| 151b         | 7b                 | "The Most Popular Smurf"             | Sean Catherine Derek                                                                          | 27 tháng 9 năm 1986  | 629a              |
| 152          | 8                  | "A Loss of Smurf"                    | James Barmeier (teleplay), and James Barmeier with Tedd Anasti (story)                        | 27 tháng 9 năm 1986  | 630               |
| 153a         | 9a                 | "The Last Whippoorwill"              | Richard Fogel and Sean Catherine Derek                                                        | 27 tháng 9 năm 1986  | 613b              |
| 153b         | 9b                 | "The Color Smurfy"                   | Therese Naugle                                                                                | 27 tháng 9 năm 1986  | 637b              |
| 154          | 10                 | "Lazy's Nightmare"                   | Bill Matheny (teleplay), and Richard Fogel with Mark Seidenberg (story)                       | 4 tháng 10 năm 1986  | 612               |
| 155a         | 11a                | "All the Smurf's a Stage"            | Kevin Hopps and Mark Seidenberg                                                               | 4 tháng 10 năm 1986  | 628a              |
| 155b         | 11b                | "Smurfs on Wheels"                   | Gordon Bressack                                                                               | 4 tháng 10 năm 1986  | 626b              |
| 156          | 12                 | "The Littlest Viking"                | Glenn Leopold                                                                                 | 4 tháng 10 năm 1986  | 617               |
| 157a         | 13a                | "Baby's New Toy"                     | Bill Matheny                                                                                  | 11 tháng 10 năm 1986 | 635a              |
| 157b         | 13b                | "Bringing Up Bigfeet"                | Gordon Bressack                                                                               | 11 tháng 10 năm 1986 | 610a              |
| 158          | 14                 | "Scarlet Croaker"                    | Richard Fogel and Kevin Hopps                                                                 | 11 tháng 10 năm 1986 | 619               |
| 159a         | 15a                | "Calling Doctor Smurf"               | John Bates (teleplay), and Alan Burnett with John Bates (story)                               | 11 tháng 10 năm 1986 | 627b              |
| 159b         | 15b                | "Can't Smurf the Music"              | Therese Naugle                                                                                | 11 tháng 10 năm 1986 | 629b              |
| 160          | 16                 | "The Royal Drum"                     | John Bonaccorsi                                                                               | 18 tháng 10 năm 1986 | 622               |
| 161a         | 17a                | "It's a Puppy's Life"                | J.C. Murray (teleplay), and Mark Seidenberg with Glenn Leopold (story)                        | 18 tháng 10 năm 1986 | 631a              |
| 161b         | 17b                | "Sweepy Smurf"                       | Kevin Hopps (teleplay), and John Bradford with Glenn Leopold (story)                          | 18 tháng 10 năm 1986 | 638a              |
| 162          | 18                 | "Journey to the Center of the Smurf" | Bill Matheny and Kevin Hopps                                                                  | 18 tháng 10 năm 1986 | 615a              |
| 163a         | 19a                | "The Tallest Smurf"                  | John Loy                                                                                      | 25 tháng 10 năm 1986 | 625a              |
| 163b         | 19b                | "Essence of Brainy"                  | Burt Wetanson                                                                                 | 25 tháng 10 năm 1986 | 624a              |
| 164a         | 20a                | "Dr. Evil & Mr. Nice"                | Kevin Hopps                                                                                   | 25 tháng 10 năm 1986 | 608a              |
| 164b         | 20b                | "The Root of Evil"                   | Kevin Hopps (story), and John Bonaccorsi (teleplay)                                           | 25 tháng 10 năm 1986 | 613a              |
| 165a         | 21a                | "Tattle-Tail Smurfs"                 | Gordon Bressack (teleplay), and Mark Seidenberg with Gordon Bressack (story)                  | 25 tháng 10 năm 1986 | 620a              |
| 165b         | 21b                | "Greedy Goes on Strike"              | Burt Wetanson                                                                                 | 25 tháng 10 năm 1986 | 611               |
| 166a         | 22a                | "Crying Smurfs"                      | Mark Seidenberg (story), and John Bonaccorsi (teleplay)                                       | 1 tháng 11 năm 1986  | 633a              |
| 166b         | 22b                | "Future Smurfed"                     | Glenn Leopold and Sharon Painter                                                              | 1 tháng 11 năm 1986  | 633b              |
| 167a         | 23a                | "Gargamel's Dummy"                   | Bill Matheny                                                                                  | 1 tháng 11 năm 1986  | 634a              |
| 167b         | 23b                | "Smurf on the Run"                   | Alan Burnett and Bill Matheny                                                                 | 1 tháng 11 năm 1986  | 634b              |
| 168a         | 24a                | "A Myna Problem"                     | Sharon Painter and Richard Fogel                                                              | 1 tháng 11 năm 1986  | 606b              |
| 168b         | 24b                | "The Horn of Plenty"                 | Glenn Leopold (story), and John Bonaccorsi (teleplay)                                         | 1 tháng 11 năm 1986  | 638b              |
| 169a         | 25a                | "I Smurf to the Trees"               | Burt Wetanson                                                                                 | 8 tháng 11 năm 1986  | 606a              |
| 169b         | 25b                | "Clumsy's Cloud"                     | Gordon Bressack, Ernest Contreras, and Mark Seidenberg                                        | 8 tháng 11 năm 1986  | 616a              |
| 170a         | 26a                | "Bookworm Smurf"                     | Therese Naugle                                                                                | 8 tháng 11 năm 1986  | 610b              |
| 170b         | 26b                | "Farmer's Genii"                     | Richard Fogel (story), and Bill Matheny (teleplay)                                            | 8 tháng 11 năm 1986  | 631b              |
| 171a         | 27a                | "Master Scruple"                     | Sean Catherine Derek                                                                          | 8 tháng 11 năm 1986  | 623a              |
| 171b         | 27b                | "Scruple´s Sweetheart"               | John Bates with Kevin Hopps (story), and John Bates with Burt Wetanson (teleplay)             | 8 tháng 11 năm 1986  | 615b              |
| 172a         | 28a                | "The World According to Smurflings"  | John Loy and Vin Morreale, Jr.                                                                | 15 tháng 11 năm 1986 | 627a              |
| 172b         | 28b                | "The Enchanted Quill"                | Kevin Hopps and Burt Wetanson (teleplay) Kevin Hopps, Richard Fogel, and Alan Burnett (story) | 15 tháng 11 năm 1986 | 604               |
| 173a         | 29a                | "The Most Unsmurfy Game"             | Kevin Hopps                                                                                   | 15 tháng 11 năm 1986 | 621a              |
| 173b         | 29b                | "Put Upon Puppy"                     | Sharon Painter                                                                                | 15 tháng 11 năm 1986 | 618a              |
| 174a         | 30a                | "Heart of Gold"                      | Kevin Hopps and Mark Seidenberg                                                               | 15 tháng 11 năm 1986 | 620b              |
| 174b         | 30b                | "The Village Vandal"                 | Sharon Painter and Glenn Leopold                                                              | 15 tháng 11 năm 1986 | 621b              |
| 175a         | 31a                | "The Gallant Smurf"                  | Kevin Hopps and Mark Seidenberg                                                               | 22 tháng 11 năm 1986 | 618b              |
| 175b         | 31b                | "Sassette's Tooth"                   | Kevin Hopps and Mark Seidenberg                                                               | 22 tháng 11 năm 1986 | 626a              |
| 176a         | 32a                | "Snappy's Way"                       | John Loy                                                                                      | 22 tháng 11 năm 1986 | 609b              |
| 176b         | 32b                | "Fire-Fighting Smurfs"               | John Bonaccorsi (teleplay), and John Bonaccorsi with Alan Burnett (story)                     | 22 tháng 11 năm 1986 | 605               |
| 177a         | 33a                | "Handy's Window Vision"              | Gordon Bressack                                                                               | 22 tháng 11 năm 1986 | 635b              |
| 177b         | 33b                | "Papa Smurf, Papa Smurf"             | Alan Burnett (story), and Richard Merwin (teleplay)                                           | 22 tháng 11 năm 1986 | 614               |
| 178a         | 34a                | "Jokey's Cloak"                      | Kevin Hopps                                                                                   | 29 tháng 11 năm 1986 | 609a              |
| 178b         | 34b                | "Papa's Last Spell"                  | Bill Matheny                                                                                  | 29 tháng 11 năm 1986 | 637a              |
| 179a         | 35a                | "Lure of the Orb"                    | John Loy and Alan Burnett                                                                     | 29 tháng 11 năm 1986 | 639               |
| 179b         | 35b                | "Smurfette's Flower"                 | Sharon Painter and Glenn Leopold                                                              | 29 tháng 11 năm 1986 | 624b              |
| 180a         | 36a                | "Reckless Smurfs"                    | Charles M. Howell, IV                                                                         | 29 tháng 11 năm 1986 | 628b              |
| 180b         | 36b                | "Head Over Hogatha"                  | Ernest Contreras                                                                              | 29 tháng 11 năm 1986 | 616b              |

### Mùa 7 (1987)
| TT. tổng thể | TT. trong mùa phim | Tiêu đề                                | Biên kịch | Ngày phát hành gốc   | Mã sản xuất |
| ------------ | ------------------ | -------------------------------------- | --- | -------------------- | ----------- |
| 181–182      | 1–2                | "Smurf on the Wild Side" (Act I–II)    | Act I: John Bonaccorsi (teleplay), and Alan Burnett with John Bonaccorsi (story) Act II: John Bonaccorsi, Alan Burnett, and Sean Catherine Derek | 19 tháng 9 năm 1987  | 709 711b    |
| 183a         | 3a                 | "The Smurflings' Unsmurfy Friend"      | Marie Quick and Glenn Leopold | 19 tháng 9 năm 1987  | 714a        |
| 183b         | 3b                 | "The Smurfstalker"                     | Ernie Contreras (teleplay), and Bill Matheny with Ernie Contreras (story)                                                                        | 19 tháng 9 năm 1987  | 710b        |
| 184a         | 4a                 | "Poltersmurf"                          | Morgan Flynn Averill | 26 tháng 9 năm 1987  | 723b        |
| 184b         | 4b                 | "Baby's Marvelous Toy"                 | Richard Fogel and Bill Matheny | 198br />711b         |             |
| 183a         | 3a                 | "The Smurflings' Unsmurfy Friend"      | Marie Quick and Glenn Leopold | 19 tháng 9 năm 1987  | 714a        |
| 183b         | 3b                 | "The Smurfstalker"                     | Ernie Contreras 7 |                      |             |
| 710a         |                    |                                        | |                      |             |
| 185a         | 5a                 | "Sleepless Smurfs"                     | Bill Matheny | 26 tháng 9 năm 1987  | 719a        |
| 185b         | 5b                 | "Cut-Up Smurfs"                        | Reed Robbins | 26 tháng 9 năm 1987  | 714b        |
| 186          | 6                  | "Gargamel's Sweetheart"                | Ernie Contreras | 26 tháng 9 năm 1987  | 729         |
| 187a         | 7a                 | "Wild About Smurfette"                 | Ken Koonce and David Weimers | 3 tháng 10 năm 1987  | 724a        |
| 187b         | 7b                 | "Sing a Song of Smurflings"            | Paul Dini (teleplay), and Paul Dini with Charles M. Howell, IV (story)                                                                           | 3 tháng 10 năm 1987  | 725b        |
| 188a         | 8a                 | "Smurfing for Gold"                    | Mary Beal (teleplay), and Mary Beal with Alan Burnett (story)                                                                                    | 3 tháng 10 năm 1987  | 703a        |
| 188b         | 8b                 | "Jokey's Joke Book"                    | Reed Robbins | 3 tháng 10 năm 1987  | 702b        |
| 189a         | 9a                 | "Poet's Storybook"                     | Reed Robbins | 3 tháng 10 năm 1987  | 720a        |
| 189b         | 9b                 | "The Fastest Wizard in the World"      | John Bonaccorsi | 3 tháng 10 năm 1987  | 725a        |
| 190a         | 10a                | "Dancing Bear"                         | Ernie Contreras | 10 tháng 10 năm 1987 | 731a        |
| 190b         | 10b                | "Gargamel's Last Will"                 | Reed Robbins and Bill Matheny | 10 tháng 10 năm 1987 | 726b        |
| 191a         | 11a                | "Sassette's Bewitching Friendship"     | Bill Matheny, Sean Catherine Derek, and Therese Naugle                                                                                           | 10 tháng 10 năm 1987 | 738b        |
| 191b         | 11b                | "Azrael's Brain"                       | Fred Kron | 10 tháng 10 năm 1987 | 712a        |
| 192a         | 12a                | "Castaway Smurfs"                      | Allan Cole, Chris Bunch, and Morgan Flynn Averill                                                                                                | 10 tháng 10 năm 1987 | 738a        |
| 192b         | 12b                | "Legendary Smurfs"                     | Mark McClellan and Glenn Leopold | 10 tháng 10 năm 1987 | 726a        |
| 193a         | 13a                | "Smurfing the Unicorns"                | Sean Catherine Derek and Terrie Collins | 17 tháng 10 năm 1987 | 731b        |
| 193b         | 13b                | "Vanity's Closest Friend"              | Therese Naugle, and Bill Matheny | 17 tháng 10 năm 1987 | 732b        |
| 194          | 14                 | "Peewit's Unscrupulous Adventure"      | John Bonaccorsi (teleplay) Alan Burnett, Sean Catherine Derek, and John Bonaccorsi (story)                                                       | 17 tháng 10 năm 1987 | 740         |
| 195          | 15                 | "Nobody Smurf"                         | Evelyn A-R Gabai | 17 tháng 10 năm 1987 | 732a        |
| 196a         | 16a                | "Scruple and the Great Book of Spells" | Glenn Leopold (story), and Reed Robbins (teleplay)                                                                                               | 24 tháng 10 năm 1987 | 706         |
| 196b         | 16b                | "Bouncing Smurf"                       | Ernie Contreras (teleplay) Alan Burnett, Ken Koonce, and David Weimers (story)                                                                   | 24 tháng 10 năm 1987 | 733b        |
| 197a         | 17a                | "Clockwork Smurfette"                  | Glenn Leopold (story), and Sean Catherine Derek with John Bonaccorsi (teleplay)                                                                  | 24 tháng 10 năm 1987 | 718         |
| 197b         | 17b                | "I Was a Brainy Weresmurf"             | Evelyn A-R Gabai | 24 tháng 10 năm 1987 | 737a        |
| 198a         | 18a                | "The Answer Smurf"                     | Bill Matheny | 24 tháng 10 năm 1987 | 701         |
| 198b         | 18b                | "Vanity's Wild Adventure"              | Ernie Contreras (story), and Evelyn A-R Gabai with Glenn Leopold (teleplay)                                                                      | 24 tháng 10 năm 1987 | 724b        |
| 199a         | 19a                | "Soothsayer Smurfette"                 | Frances Novier (teleplay), and Sean Catherine Derek with Frances Novier (story)                                                                  | 31 tháng 10 năm 1987 | 727         |
| 199b         | 19b                | "Crooner Smurf"                        | Hendrik VanLeuven | 31 tháng 10 năm 1987 | 704a        |
| 200a         | 20a                | "Papa for a Day"                       | Reed Robbins | 31 tháng 10 năm 1987 | 736b        |
| 200b         | 20b                | "Flighty's Plight"                     | Ernie Contreras | 31 tháng 10 năm 1987 | 705a        |
| 201a         | 21a                | "To Coin a Smurf"                      | Charles M. Howell, IV (story), and Frances Novier (teleplay)                                                                                     | 31 tháng 10 năm 1987 | 739         |
| 201b         | 21b                | "Smurfette Unmade"                     | Alan Burnett with Bill Matheny (story), and Bill Matheny with Reed Robbins (teleplay)                                                            | 31 tháng 10 năm 1987 | 707         |
| 202a         | 22a                | "Foul Feather Friend"                  | Reed Robbins | 7 tháng 11 năm 1987  | 735b        |
| 202b         | 22b                | "Sassette's Hive"                      | Reed Robbins | 7 tháng 11 năm 1987  | 715         |
| 203a         | 23a                | "Little Big Smurf"                     | Hendrik VanLeuven | 7 tháng 11 năm 1987  | 721a        |
| 203b         | 23b                | "Locomotive Smurfs"                    | Bill Matheny and Mark Seidenberg | 7 tháng 11 năm 1987  | 702a        |
| 204a         | 24a                | "A Long Table for Grandpa"             | Ernie Contreras (teleplay), and Glenn Leopold with Ernie Contreras (story)                                                                       | 7 tháng 11 năm 1987  | 717         |
| 204b         | 24b                | "Where the Wild Smurfs Are"            | Evelyn A-R Gabai (teleplay), and Bill Matheny with Evelyn A-R Gabai (story)                                                                      | 7 tháng 11 năm 1987  | 720b        |
| 205a         | 25a                | "The Magic Sack of Mr. Nicholas"       | Tom Spath and Alan Burnett | 14 tháng 11 năm 1987 | 728         |
| 205b         | 25b                | "Swapping Smurfs"                      | Sean Catherine Derek | 14 tháng 11 năm 1987 | 708         |
| 206a         | 26a                | "Predictable Smurfs"                   | Jeff O'Hare and Glenn Leopold | 14 tháng 11 năm 1987 | 719b        |
| 206b         | 26b                | "Hefty's Rival"                        | Bill Matheny | 14 tháng 11 năm 1987 | 713a        |
| 207a         | 27a                | "Snappy's Puppet"                      | Frances Novier | 14 tháng 11 năm 1987 | 737b        |
| 207b         | 27b                | "Prince Smurf"                         | David Geffner (teleplay), and David Geffner with Reed Robbins (story)                                                                            | 14 tháng 11 năm 1987 | 734a        |
| 208          | 28                 | "Return of Don Smurfo"                 | Sean Catherine Derek | 21 tháng 11 năm 1987 | 705b        |
| 209a         | 29a                | "Skyscraper Smurfs"                    | Sean Catherine Derek | 21 tháng 11 năm 1987 | 703b        |
| 209b         | 29b                | "Bad Luck Smurfs"                      | Mark McClellan and Frances Novier | 21 tháng 11 năm 1987 | 722b        |
| 210a         | 30a                | "Smurfing Out of Time"                 | Reed Robbins (teleplay), and Sean Catherine Derek with Bill Matheny (story)                                                                      | 21 tháng 11 năm 1987 | 733a        |
| 210b         | 30b                | "A Hole in Smurf"                      | Tom Spath (teleplay), and John Bonaccorsi with Tom Spath (story)                                                                                 | 21 tháng 11 năm 1987 | 721b        |
| 211a         | 31a                | "Smurf Pet"                            | Ernie Contreras (teleplay), and Glenn Leopold with Ernie Contreras (story)                                                                       | 28 tháng 11 năm 1987 | 741         |
| 211b         | 31b                | "Timber Smurf"                         | Sean Catherine Derek and Richard Fogel | 28 tháng 11 năm 1987 | 711a        |
| 212a         | 32a                | "The Smurf Who Could Do No Wrong"      | Alan Burnett and Fred Kron | 28 tháng 11 năm 1987 | 735a        |
| 212b         | 32b                | "Smurfette's Lucky Star"               | Ernie Contreras | 28 tháng 11 năm 1987 | 712b        |
| 213a         | 33a                | "The Smurfy Verdict"                   | Sean Catherine Derek (story), and Terrie Collins (teleplay)                                                                                      | 28 tháng 11 năm 1987 | 734b        |
| 213b         | 33b                | "Chlorhydris's Lost Love"              | John Bonaccorsi and Alan Burnett | 28 tháng 11 năm 1987 | 716         |
| 214a         | 34a                | "Stop & Go Smurfs"                     | Therese Naugle | 5 tháng 12 năm 1987  | 722a        |
| 214b         | 34b                | "Poet the Know-It-All"                 | Therese Naugle | 5 tháng 12 năm 1987  | 713b        |
| 215          | 35                 | "All the News That's Fit to Smurf"     | Jack Hudock | 5 tháng 12 năm 1987  | 704b        |
| 216a         | 36a                | "Gargamel's Quest"                     | Hendrik VanLeuven (teleplay) Alan Burnett, Ron Campbell, and Hendrik VanLeuven (story)                                                           | 5 tháng 12 năm 1987  | 736a        |
| 216b         | 36b                | "Gargamel's Second Childhood"          | Fred Kron | 5 tháng 12 năm 1987  | 723a        |

### Mùa 8 (1988)
| TT. tổng thể | TT. trong mùa phim | Tiêu đề                         | Biên kịch                                            | Cốt truyện                                                                           | Ngày phát hành gốc   | Mã sản xuất |
| ------------ | ------------------ | ------------------------------- | ---------------------------------------------------- | ------------------------------------------------------------------------------------ | -------------------- | ----------- |
| 217          | 1                  | "The Lost Smurf"                | Reed Robbins                                         | Glenn Leopold, Sean Catherine Derek, Kevin Hopps, Bill Matheny, and Ernie Contreras  | 10 tháng 9 năm 1988  | 801         |
| 218          | 2                  | "Archives of Evil"              | Reed Robbins and Ernie Contreras                     | Ernie Contreras, Sean Catherine Derek, and Bill Matheny                              | 10 tháng 9 năm 1988  | 813         |
| 219a         | 3a                 | "Bigmouth's Roommate"           | Charles M. Howell, IV                                | Glenn Leopold and Ernie Contreras                                                    | 17 tháng 9 năm 1988  | 810a        |
| 219b         | 3b                 | "Bungling Babysitters"          | Kristina Mazzotti (teleplay)                         | Sean Catherine Derek, Ernie Contreras, and Kristina Mazzotti                         | 17 tháng 9 năm 1988  | 809b        |
| 220a         | 4a                 | "Clockwork's Powerplay"         | Reed Robbins                                         | Glenn Leopold, Bill Matheny, Sean Catherine Derek, and Reed Robbins                  | 17 tháng 9 năm 1988  | 802a        |
| 220b         | 4b                 | "Clumsy in Command"             | Ernie Contreras and Therese Naugle (teleplay)        | Kevin Hopps, Reed Robbins, Sean Catherine Derek, and Patsy Cameron                   | 17 tháng 9 năm 1988  | 812a        |
| 221          | 5                  | "Don Smurfo's Uninvited Guests" | Reed Robbins                                         | Sean Catherine Derek, Reed Robbins, and Kristina Mazzotti                            | 24 tháng 9 năm 1988  | TBA         |
| 222a         | 6a                 | "Denisa's Greedy Doll"          | John Bonaccorsi (teleplay)                           | Glenn Leopold and Evelyn A-R Gabai                                                   | 24 tháng 9 năm 1988  | 811b        |
| 222b         | 6b                 | "Denisa's Slumber Party"        | Ernie Contreras (teleplay)                           | Bill Matheny, Charles M. Howell, IV, and Evelyn A-R Gabai                            | 24 tháng 9 năm 1988  | 812b        |
| 223a         | 7a                 | "Grandpa's Nemesis"             | Ernie Contreras                                      | Glenn Leopold, Sean Catherine Derek, Kevin Hopps, and Bill Matheny                   | 1 tháng 10 năm 1988  | 808         |
| 223b         | 7b                 | "Grandpa's Walking Stick"       | Reed Robbins                                         | Glenn Leopold, Sean Catherine Derek, Kevin Hopps, and Bill Matheny                   | 1 tháng 10 năm 1988  | 816         |
| 224          | 8                  | "A House for Nanny"             | Sean Catherine Derek and Glenn Leopold               | Sean Catherine Derek, Glenn Leopold, and Kevin Hopps                                 | 1 tháng 10 năm 1988  | 815         |
| 225a         | 9a                 | "It's a Smurfy Life"            | Reed Robbins                                         | (uncredited)                                                                         | 8 tháng 10 năm 1988  | 803b        |
| 225b         | 9b                 | "Land of Lost and Found"        | Glenn Leopold and Kevin Hopps                        | Kevin Hopps, Glenn Leopold, and Reed Robbins                                         | 8 tháng 10 năm 1988  | 806         |
| 226          | 10                 | "Long Live Brainy"              | Earl Kress (teleplay)                                | Kevin Hopps, Reed Robbins, and Earl Kress                                            | 8 tháng 10 năm 1988  | 804a        |
| 227          | 11                 | "A Maze of Mirrors"             | Morgan Averill (teleplay)                            | Bill Matheny                                                                         | 15 tháng 10 năm 1988 | 805b        |
| 228a         | 12a                | "Memory Melons"                 | John Bonaccorsi (teleplay)                           | Glenn Leopold and Scott Shaw                                                         | 15 tháng 10 năm 1988 | 807         |
| 228b         | 12b                | "Nanny's Way"                   | Reed Robbins                                         | Glenn Leopold and Kevin Hopps                                                        | 15 tháng 10 năm 1988 | 810b        |
| 229a         | 13a                | "Pappy's Puppy"                 | Earl Kress, Sharon Painter, and Sean Catherine Derek | Glenn Leopold and Sharon Painter                                                     | 22 tháng 10 năm 1988 | 804b        |
| 229b         | 13b                | "Shutterbug Smurfs"             | Ernie Contreras                                      | Kevin Hopps and Ernie Contreras                                                      | 22 tháng 10 năm 1988 | 803a        |
| 230a         | 14a                | "Smoogle Sings the Blues"       | Therese Naugle                                       | Glenn Leopold and Bill Matheny                                                       | 22 tháng 10 năm 1988 | 802b        |
| 230b         | 14b                | "A Smurf for Denisa"            | Ernie Contreras                                      | Glenn Leopold, Sean Catherine Derek, Kevin Hopps, Bill Matheny, and Evelyn A-R Gabai | 22 tháng 10 năm 1988 | 814         |
| 231          | 15                 | "Smurf the Presses"             | Craig Miller and Mark Nelson                         | Bill Matheny and Ernie Contreras                                                     | 29 tháng 10 năm 1988 | 809a        |
| 232          | 16                 | "Stealing Grandpa's Thunder"    | John Bonaccorsi (teleplay)                           | Glenn Leopold and Kevin Hopps                                                        | 29 tháng 10 năm 1988 | 805a        |

### Mùa 9 (1989)
| TT. tổng thể | TT. trong mùa phim | Tiêu đề                             | Biên kịch                                                                                                  | Cốt truyện                                                                                   | Ngày phát hành gốc   | Mã sản xuất |
| ------------ | ------------------ | ----------------------------------- | --- | -------------------------------------------------------------------------------------------- | -------------------- | ----------- |
| 233          | 1                  | "Smurfs That Time Forgot" (Act 1–2) | Act 1: Reed Robbins, Glenn Leopold, and Sean Catherine Derek Act 2: Glenn Leopold and Sean Catherine Derek | Glenn Leopold, Sean Catherine Derek, Ernie Contreras, and Reed Robbins                       | 9 tháng 9 năm 1989   | 901         |
| 234a         | 2a                 | "Lost in the Ages"                  | Glenn Leopold and Sean Catherine Derek                                                                     | Glenn Leopold, Sean Catherine Derek, Ernie Contreras, and Reed Robbins                       | 9 tháng 9 năm 1989   | 902a        |
| 234b         | 2b                 | "Cave Smurfs"                       | Ernie Contreras, Glenn Leopold, and Sean Catherine Derek                                                   | Glenn Leopold, Sean Catherine Derek, Ernie Contreras, and Reed Robbins                       | 9 tháng 9 năm 1989   | 902b        |
| 235a         | 3a                 | "Hogapatra's Beauty Sleep"          | Kristina Mazzotti and Ernie Contreras                                                                      | Glenn Leopold, Sean Catherine Derek, Ernie Contreras, and Reed Robbins                       | 16 tháng 9 năm 1989  | 903b        |
| 235b         | 3b                 | "Mummy Dearest"                     | Reed Robbins                                                                                               | Glenn Leopold, Sean Catherine Derek, Ernie Contreras, and Reed Robbins                       | 16 tháng 9 năm 1989  | 904         |
| 236          | 4                  | "Shamrock Smurfs"                   | Kristina Mazzotti and Glenn Leopold                                                                        | Glenn Leopold, Sean Catherine Derek, Ernie Contreras, and Reed Robbins                       | 16 tháng 9 năm 1989  | 903a        |
| 237a         | 5a                 | "Karate Clumsy"                     | Dean Stefan                                                                                                | Glenn Leopold, Sean Catherine Derek, Ernie Contreras, and Reed Robbins                       | 23 tháng 9 năm 1989  | 917b        |
| 237b         | 5b                 | "Like It or Smurf It"               | Therese Naugle                                                                                             | Glenn Leopold, Sean Catherine Derek, Ernie Contreras, and Reed Robbins                       | 23 tháng 9 năm 1989  | 913a        |
| 238          | 6                  | "Papa's Big Snooze"                 | Gordon Bressack and Sean Catherine Derek                                                                   | Glenn Leopold, Sean Catherine Derek, Ernie Contreras, and Reed Robbins                       | 23 tháng 9 năm 1989  | 918         |
| 239a         | 7a                 | "A Fish Called Snappy"              | Sharon Painter                                                                                             | Glenn Leopold, Sean Catherine Derek, Ernie Contreras, and Reed Robbins                       | 30 tháng 9 năm 1989  | 915a        |
| 239b         | 7b                 | "The Smurf Odyssey"                 | Ernie Contreras and John Bonaccorsi                                                                        | Glenn Leopold, Sean Catherine Derek, Ernie Contreras, and Reed Robbins                       | 30 tháng 9 năm 1989  | 906         |
| 240          | 8                  | "Trojan Smurfs"                     | Craig Miller, Mark Nelson, and Ernie Contreras                                                             | Glenn Leopold, Sean Catherine Derek, Ernie Contreras, and Reed Robbins                       | 30 tháng 9 năm 1989  | 905b        |
| 241a         | 9a                 | "Fortune Cookie"                    | Therese Naugle                                                                                             | Glenn Leopold, Sean Catherine Derek, Ernie Contreras, and Reed Robbins                       | 7 tháng 10 năm 1989  | 911b        |
| 241b         | 9b                 | "Imperial Panda-Monium"             | Sean Catherine Derek, John Loy, and John Ludin                                                             | Glenn Leopold, Sean Catherine Derek, Ernie Contreras, and Reed Robbins                       | 7 tháng 10 năm 1989  | 912         |
| 242          | 10                 | "Smurfette's Green Thumb"           | Kristina Mazzotti and Glenn Leopold                                                                        | Glenn Leopold, Sean Catherine Derek, Ernie Contreras, and Reed Robbins                       | 7 tháng 10 năm 1989  | 905a        |
| 243          | 11                 | "Hefty Sees a Serpent"              | Meg McLaughlin and Sean Catherine Derek                                                                    | Glenn Leopold, Sean Catherine Derek, Ernie Contreras, and Reed Robbins                       | 14 tháng 10 năm 1989 | 915b        |
| 244a         | 12a                | "Phantom Bagpiper"                  | Sharon Painter and Sean Catherine Derek                                                                    | Glenn Leopold, Sean Catherine Derek, Ernie Contreras, and Reed Robbins                       | 14 tháng 10 năm 1989 | 916         |
| 244b         | 12b                | "Jungle Jitterbug"                  | Kristina Mazzotti and Glenn Leopold                                                                        | Glenn Leopold, Sean Catherine Derek, Ernie Contreras, and Reed Robbins                       | 14 tháng 10 năm 1989 | 921b        |
| 245a         | 13a                | "The Clumsy Genie"                  | Fred Kron and Glenn Leopold                                                                                | Glenn Leopold, Sean Catherine Derek, Ernie Contreras, Reed Robbins, John Loy, and John Ludin | 21 tháng 10 năm 1989 | 910         |
| 245b         | 13b                | "Scary Smurfs"                      | Reed Robbins and Dick Robbins                                                                              | Glenn Leopold, Sean Catherine Derek, Ernie Contreras, and Reed Robbins                       | 21 tháng 10 năm 1989 | 924b        |
| 246          | 14                 | "Sky High Surprise"                 | Tom Spath and Reed Robbins                                                                                 | Glenn Leopold, Sean Catherine Derek, Ernie Contreras, and Reed Robbins                       | 21 tháng 10 năm 1989 | 909b        |
| 247          | 15                 | "Gnoman Holiday"                    | Ernie Contreras and John Bonaccorsi                                                                        | Glenn Leopold, Sean Catherine Derek, Ernie Contreras, and Reed Robbins                       | 28 tháng 10 năm 1989 | 908         |
| 248a         | 16a                | "Greedy's Masterpizza"              | Kristina Mazzotti and Ernie Contreras (teleplay)                                                           | Ernie Contreras and Kelly Aumier                                                             | 28 tháng 10 năm 1989 | 907b        |
| 248b         | 16b                | "The Monumental Grouch"             | Sean Catherine Derek and Meg McLaughlin                                                                    | Glenn Leopold, Sean Catherine Derek, Ernie Contreras, and Reed Robbins                       | 28 tháng 10 năm 1989 | 907a        |
| 249          | 17                 | "Curried Smurfs"                    | Dean Stefan, Glenn Leopold, and Sean Catherine Derek                                                       | Glenn Leopold, Sean Catherine Derek, Ernie Contreras, and Reed Robbins                       | 4 tháng 11 năm 1989  | 926         |
| 250a         | 18a                | "G'Day Smoogle"                     | Dean Stefan and Ernie Contreras                                                                            | Glenn Leopold, Sean Catherine Derek, Ernie Contreras, and Reed Robbins                       | 4 tháng 11 năm 1989  | 917a        |
| 250b         | 18b                | "Grandpa's Fountain of Youth"       | Dean Stefan (teleplay)                                                                                     | Glenn Leopold, Sean Catherine Derek, Ernie Contreras, Reed Robbins, and Dean Stefan          | 4 tháng 11 năm 1989  | 921a        |
| 251a         | 19a                | "Big Shot Smurfs"                   | Kristina Mazzotti and Glenn Leopold                                                                        | Glenn Leopold, Sean Catherine Derek, Ernie Contreras, and Reed Robbins                       | 11 tháng 11 năm 1989 | 919b        |
| 251b         | 19b                | "No Reflection on Vanity"           | Sharon Painter and Reed Robbins                                                                            | Glenn Leopold, Sean Catherine Derek, Ernie Contreras, and Reed Robbins                       | 11 tháng 11 năm 1989 | 925a        |
| 252a         | 20a                | "Papa Loses His Patience"           | Tom Spath and Sean Catherine Derek                                                                         | Glenn Leopold, Sean Catherine Derek, Ernie Contreras, and Reed Robbins                       | 11 tháng 11 năm 1989 | 919a        |
| 252b         | 20b                | "Swashbuckling Smurfs"              | Gordon Bressack (teleplay)                                                                                 | Glenn Leopold, Sean Catherine Derek, Ernie Contreras, and Reed Robbins                       | 11 tháng 11 năm 1989 | 920         |
| 253a         | 21a                | "Painter's Egg-Cellent Adventure"   | Fred Kron and Glenn Leopold                                                                                | Glenn Leopold                                                                                | 18 tháng 11 năm 1989 | 922         |
| 253b         | 21b                | "Small Minded Smurfs"               | Fred Kron                                                                                                  | Glenn Leopold, Sean Catherine Derek, Ernie Contreras, and Reed Robbins                       | 18 tháng 11 năm 1989 | 909a        |
| 254a         | 22a                | "Bananas Over Hefty"                | Glenn Leopold, Reed Robbins, and Ernie Contreras                                                           | Glenn Leopold, Sean Catherine Derek, Ernie Contreras, and Reed Robbins                       | 18 tháng 11 năm 1989 | 913b        |
| 254b         | 22b                | "The Smurfs of the Round Table"     | Reed Robbins and Sean Catherine Derek                                                                      | Glenn Leopold, Sean Catherine Derek, Ernie Contreras, and Reed Robbins                       | 18 tháng 11 năm 1989 | 914         |
| 255a         | 23a                | "Wild Goes Cuckoo"                  | Kristina Mazzotti and Ernie Contreras                                                                      | Kristina Mazzotti, Glenn Leopold, Ernie Contreras, and Reed Robbins                          | 2 tháng 12 năm 1989  | 925b        |
| 255b         | 23b                | "Brainy's Beastly Boo-Boo"          | Dean Stefan and Sean Catherine Derek                                                                       | Reed Robbins and Sean Catherine Derek                                                        | 2 tháng 12 năm 1989  | 924a        |
| 256a         | 24a                | "The Golden Rhino"                  | Glenn Leopold, Sean Catherine Derek, and Reed Robbins                                                      | (uncredited)                                                                                 | 2 tháng 12 năm 1989  | 923         |
| 256b         | 24b                | "Hearts 'n' Smurfs"                 | Fred Kron (teleplay)                                                                                       | Reed Robbins, Glenn Leopold, Ernie Contreras, Bill Matheny, and Sean Catherine Derek         | 2 tháng 12 năm 1989  | 911a        |